# Миллепоры
Миллепоры, или жгучие кораллы (лат. Millepora) — род гидроидных стрекающих, выделяемый в монотипическое семейство миллепоровых (Milleporidae). Семейство миллепоровых характеризуется сильным развитием внешнего скелета, в котором откладываются известковые соли. Миллепоры образуют колонии неправильной древообразной, листовидной или коркообразной формы, похожие на колонии коралловых полипов. Распространены в тёплых морях, где активно участвуют в образовании коралловых рифов.

## Распространение
Миллепоры распространены во многих морях с тёплой водой. Селятся кораллы Миллепоры на коралловых рифах и сами становятся частью рифов. Главные места скопления этих животных находятся в Красном море и поменьше видов встречается в Карибском море. Миллепоры предпочитают селиться в прибрежной зоне и практически не встречаются далеко от берега.

## Описание
Миллепоры представляют собой животных, внешний вид которых можно сравнить с кустарником или деревом. Тело колонии состоит из двух отделов: первый отдел — внешняя часть колонии, которая состоит из щупальцев, очень похожих на ветвистый кустарник, второй отдел располагается внутри (под первым) и представляет собой некий твёрдый комок неправильной формы. Главный «ствол» ветвей имеет толщину от 10 до 15 миллиметров, а «ветви» — не более пяти миллиметров. Первый отдел, то есть щупальца предназначены для отлова добычи и транспортировки во второй отдел, где пища переваривается.

## Ядовитость
Тело миллепор (её верхняя ветвистый часть) имеет жалящие органы, похожие на органы крапивы. Прикосновение к ветвям миллепоры открытыми участками кожи грозит получением очень сильного ожога. Тела кораллов меллипор очень красивые и привлекают внимание ныряльщиков, которые пытаются касаться подводного дерева или отломать «ветвь», чтобы рассмотреть её внимательнее. В момент столкновения человек получает очень чувствительный ожог, по болевым ощущениям его можно сравнить с ожогом раскалённого металла.
На месте ожога через несколько часов появляется пузырь, который в течение нескольких дней лопается, обнажая язву. В свою очередь язва затягивается очень долго и мучительно, а на её месте на всю жизнь остается заметный шрам. Ожог огненного коралла не смертелен, но может вызвать болевой шок и потерю сознания, что очень опасно при погружении.

## Виды
Род включает 15 видов:
- Millepora alcicornis Linnaeus, 1758
- Millepora boschmai de Weerdt & Glynn, 1991
- Millepora braziliensis Verrill, 1868
- Millepora complanata Lamarck, 1816
- Millepora dichotoma (Forsskål, 1775)
- Millepora exaesa (Forsskål, 1775)
- Millepora foveolata Crossland, 1952
- Millepora intricata Milne-Edwards & Haime, 1860
- Millepora laboreli Amaral, 2008
- Millepora latifolia Boschma, 1948
- Millepora nitida Verrill, 1868
- Millepora nodulosa Nemenzo, 1984
- Millepora platyphylla Hemprich & Ehrenberg, 1834
- Millepora squarrosa Lamarck, 1816
- Millepora tenera Boschma, 1948